# Росс, Уилбур
Уилбур Луис Росс мл. (англ. Wilbur Louis Ross, Jr.; род. 28 ноября 1937, Вихокен, Нью-Джерси) — американский предприниматель, тридцать девятый министр торговли США (2017—2021).

## Биография

### Ранние годы
Сын юриста Уилбура Луиса Росса-старшего и учительницы Агнес Росс (в девичестве О’Нил). В 1959 году получил степень бакалавра искусств в Йельском университете, а в 1961 году — степень магистра делового администрирования в Гарвардском университете.

### Деловая карьера
С 1976 по 2000 год работал в инвестиционном банке Rothschild, завоевав репутацию крупнейшего специалиста в области кризисного управления в периоды банкротства. В 1980-е Росс помогал Трампу выпутаться из проблем, связанных с разорением трех казино Trump Taj Mahal. В 2000 году открыл собственную компанию WL Ross & Co. LLC, в 2002 году учредил металлургическую компанию International Steel Group (ISG), которая в 2003 году выпустила свои акции на рынок. В 2004 году скупил на аукционе активы находящейся в стадии банкротства Horizon Natural Resources и учредил на её основе угледобывающую компанию International Coal Group (ICG). 2 января 2006 года на шахте Sago Mine в Западной Виргинии, принадлежащей ICG, погибли двенадцать шахтёров. К ноябрю 2011 года компания удовлетворила все иски пострадавших (в июне 2011 года её купила за 3,4 млрд долларов Arch Coal, Inc). В сентябре 2011 года выкупил 9,3 % Банка Ирландии. В марте 2016 года журнал Forbes поместил Росса на 595-е место в списке миллиардеров, оценив его личное состояние в 2,9 млрд долларов.
В 1990 году Дональд Трамп профинансировал строительство своего знаменитого казино «Тадж-Махал» в Атлантик-Сити, выпустив облигации на сумму 675 млн долларов под 14 % годовых. Когда игровой бизнес миллиардера стал испытывать трудности, он задержал выплаты держателям облигаций, которые стали требовать процедуры банкротства и отстранения Трампа от руководства, но в ситуацию вмешался Уилбур Росс, возглавлявший тогда подразделение компании Rothschild, специализирующееся на банкротствах — он стал представителем инвесторов и смог урегулировать конфликт, сохранив Трампу его собственность.
Росс являлся советником мэра Нью-Йорка Руди Джулиани в вопросах приватизации, а также консультировал администрацию Билла Клинтона в проблемах российско-американской торговли (работал в американско-российском инвестиционном фонде TUSRIF, созданном администрацией Клинтона с целью организации инвестиций в российские компании при содействии Агентства США по международному развитию и существовавшем до 2008 года).
В 2004 году купил находившуюся в процессе банкротства текстильную компанию Cone Mills Corporation (крупнейший в мире производитель денима) и путём слияния её со своей компанией Burlington Industries основал International Textile Group (помимо денима, обе компании также производили жаккард). После завершения процедуры банкротства суммарная задолженность двух объединённых компаний должна была составить 75 млн долларов.
В 2006 году Invesco Ltd. купила WL Ross & Co., но Росс остался во главе компании, которая к 2014 году управляла капиталом в 7 млрд долларов.
В 2006 году Росс в сотрудничестве с инвестиционными фондами, находящимися под управлением Franklin Mutual Advisers LLC, создал компанию International Automotive Components Group (IAC). В 2013 году компания произвела успешное IPO (удалось привлечь 115 млн долларов), располагая к этому моменту 79 предприятиями по производству автомобильных запасных частей в 18 странах и осуществляя поставки таким корпорациям, как Ford, General Motors, Honda и другим.

### Министр торговли США

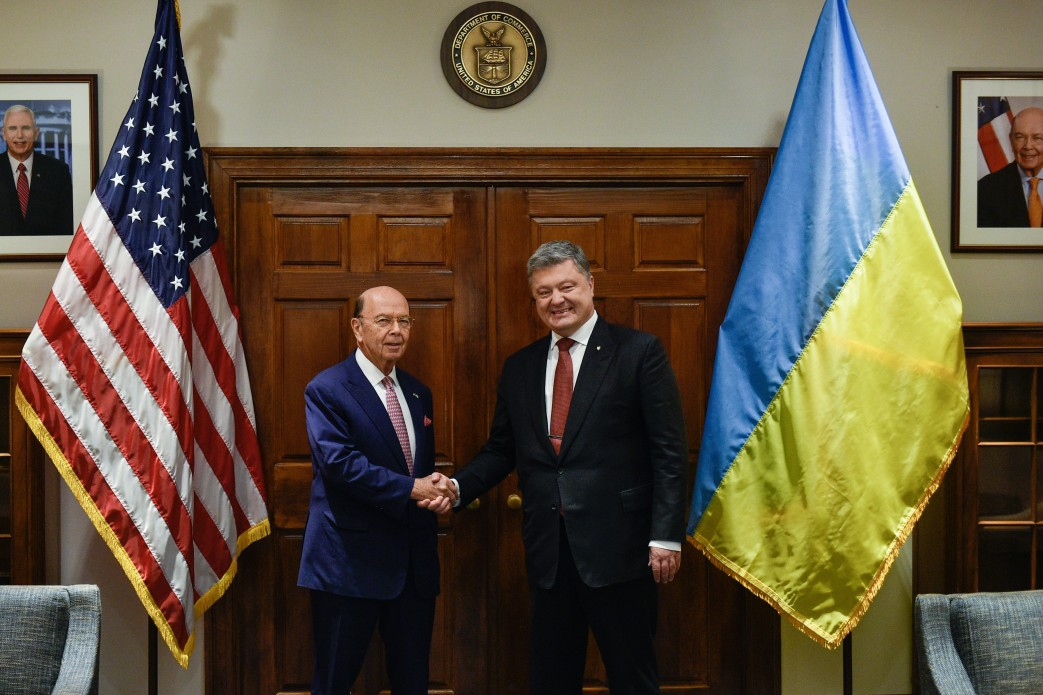
Росс и президент Украины П. А. Порошенко во время его рабочего визита в США (21 июня 2017 года).

В ходе президентской кампании Дональда Трампа участвовал в выработке экономической программы кандидата.
24 ноября 2016 года появились сообщения, что избранный президент США Дональд Трамп решил предложить Сенату кандидатуру Росса для утверждения в должности министра торговли в его будущем кабинете. 27 февраля 2017 года утверждён голосованием Сената США.
31 мая 2018 года Росс объявил об установлении таможенных тарифов в 25 % на импорт стали и 10 % — на импорт алюминия из Европейского союза, Канады и Мексики. Принятое администрацией Трампа решение он объяснил чрезмерно затянувшимися переговорами с соседями по пересмотру соглашения о Североамериканской зоне свободной торговли и недостаточным прогрессом на аналогичных переговорах с Европой.
14 июня 2018 года Росс вместе с торговым представителем США Робертом Лайтхайзером и министром финансов Стивеном Мнучиным принял участие в совещании с президентом Трампом по вопросу повышения на 50 млрд долларов таможенных пошлин на импорт из Китая 1300 высокотехнологичных товаров, и на следующий день, 15 июня, Трамп официально объявил о введении в действие этой меры, на которую Китай немедленно пообещал дать адекватный ответ.
6 июля 2018 года объявленное решение вступило в силу (в объёме 34 млрд долларов), и в этот же день официальные представители КНР объявили о введении зеркальных контрмер против американских товаров, что заставило прессу говорить о начале торговой войны между двумя крупнейшими экономиками мира.
16 мая 2019 года Росс объявил о вступлении в силу со следующего дня американских санкций против китайской корпорации Huawei (ей запрещено приобретать компоненты электронных устройств и технологии американских фирм без разрешения правительства США).
3 декабря 2019 года в интервью CNBC Росс заявил, что интересам Соединённых Штатов отвечает перенос сроков подписания нового торгового соглашения с Китаем на период после президентских выборов в США (15 января 2020 года президент Трамп и вице-премьер Государственного совета Китайской Народной Республики Лю Хэ подписали первый пакет документов по торговому соглашению).

### Связь с Россией
В соответствии с архивом Paradise Papers, опубликованным газетой Süddeutsche Zeitung 5 ноября 2017 года, Уилбур Росс, посредством офшорных компаний на Каймановых островах, владел долей в Navigator Holdings — компании, выполняющей транспортировку нефти российской корпорации «Сибур». Информация вызвала скандал, поскольку некоторые акционеры Сибура находятся под санкциями США. Свою долю в транспортной компании Росс продал в 2018 году.

## Личная жизнь
26 мая 1961 года Росс женился на Джудит Нодин (Judith Nodine), в этом браке родились две дочери — Джессика и Аманда (в 1995 году оформлен развод). В 1995 году женился на Бетси Маккой, в 2000 году развёлся. В этом же году Маккой предъявила иск на 40 млн долларов бывшему мужу и его бухгалтеру, утверждая, что они вынудили её подписать брачное соглашение в обмен на полное финансирование её избирательной кампании 1998 года за пост вице-губернатора штата Нью-Йорк. Согласно иску, она действительно получила 500 тыс. долларов, но после неудачных для неё выборов осталась с долгом в размере 90 тыс. долларов. 9 октября 2004 года Росс женился на Хилари Джири (Hilary Geary).

## Награды
- Орден «За индустриальные заслуги» (1999 год, Республика Корея)[24]